# Johann Franz Felder
Johann Franz Felder (ur. ok. 1740 we Wrocławiu, zm. po 1800 tamże) – niemiecki malarz rokokowy aktywny we Wrocławiu. 

## Życiorys
Był synem malarza Xavera Antona Feldera. W latach 1757–1759, wraz z bratem Carlem Felderem (późniejszym malarzem aktywnym na Śląsku) pobierał nauki w jego warsztacie. W latach 1764–1769 studiował w Akademii wiedeńskiej. Po powrocie do Wrocławia, w 1771 roku ożenił się. Pracował jako nauczyciel rysunku we wrocławskim gimnazjum św. Marii Magdaleny; od 1768 opiekował się zbiorami Säbischa-Hubriga. Ostatnie jego prace datowane są na rok 1800. 
Miał syna, również artystę, Johanna Franza Friedricha (1775–po 1843).     

## Działalność artystyczna
Zlecenia na swoje prace otrzymywał od wrocławskich augustianów i norbertanów; dla tych ostatnich wykonał w 1780 obraz „Matka Boża Dobrej Rady” do zakrystii kościoła. W 1786 wykonał cykl obrazów, czternaście stacji Drogi Krzyżowej dla kościoła Świętego Krzyża. Jest autorem portretu wykonanego w 1775 roku do epitafium biskupa Franza Ludwiga von Pfalz-Neuburg, znajdującego się w kaplicy Elektorskiej przy wrocławskiej katedrze. W latach 1770–1778 pracował wraz ze swoim ojcem wykonując obrazy do kościoła Karmelitów w Głębowicach oraz kościoła św. Anny i św. Jakuba w Sobótce. Ostatnie jego prace wykonane dla wrocławskiego klasztoru Augustianów datowane są na rok ok. 1800. 
W jego oeuvre są liczne prace o tematyce religijnej wykonane dla cysterek w Trzebnicy, dla kościołów w Lubnowie i Grodowcu o charakterystycznej, miękkiej stylizacji i pastelowej tonacji barwnej, ukształtowanej przez wiedeńskie rokoko.